# Costularia
Costularia C.B.Clarke é um género botânico pertencente à família Cyperaceae.

## Sinônimo
- Lophoschoenus Stapf

## Espécies
| - Costularia arundinacea - Costularia baroni - Costularia brevicaulis - Costularia brevifolia - Costularia breviseta - Costularia chamaedendron - Costularia comosa - Costularia daenikeri - Costularia elongata - Costularia falcifolia - Costularia fragilis - Costularia guillauminii - Costularia hornei - Costularia humbertii - Costularia laxa - Costularia leucocarpa - Costularia melleri | - Costularia melicoides - Costularia microcarpa - Costularia natalensis - Costularia neocaledonica - Costularia nervosa - Costularia paludosa - Costularia pantopoda - Costularia pilisepala - Costularia pubescens - Costularia purpurea - Costularia recurva - Costularia setacea - Costularia stagnalis - Costularia sylvestris - Costularia urvilleaua - Costularia xyridoides - Costularia yarrabensis |